# 栗原村 (岐阜県武儀郡)
栗原村（くりはらむら）は、かつて岐阜県武儀郡にあった村である。
現在の関市洞戸栗原に該当する。

## 歴史
- 1889年（明治22年）7月1日 - 町村制により、栗原村が発足。
- 1897年（明治30年）4月1日 - 市場村、通元寺村、片村、菅谷村、奥洞戸村、下洞戸村、飛瀬村と合併して洞戸村が発足。同日栗原村は廃止。